# Maranahalli, Mandya
Maranahalli là một làng thuộc tehsil Mandya, huyện Mandya, bang Karnataka, Ấn Độ.